# Andrea Brait
Andrea Brait (* 1982 in Wien) ist eine österreichische Geschichtsdidaktikerin und Zeithistorikerin.

## Leben
Brait studierte an der Universität Wien Geschichte, Politikwissenschaft und Germanistik. Ihre 2006 finalisierte Diplomarbeit ist dem österreichischen Bundeskanzleramt am Ballhausplatz gewidmet. Schon zuvor war sie wissenschaftliche Mitarbeiterin der Ausstellung „Das neue Österreich“, die 2005 im Belvedere in Wien gezeigt wurde. 2007 folgte die Kuratierung der Ausstellung „Waffentreue“ im Österreichischen Staatsarchiv. In ihrer 2011 abgeschlossenen Dissertation beschäftigte sich Brait mit den Diskursen um historische Nationalmuseen in Österreich und Deutschland. In dieser Zeit sammelte sie weitere Erfahrung in der Museumsarbeit am Haus der Geschichte der Bundesrepublik Deutschland sowie am Deutschen Historischen Museum. In den Jahren 2011 bis 2014 war Brait Mitarbeiterin im Projekt „Offene Grenzen, neue Barrieren und gewandelte Identitäten“, in dem die Folgen der Umbrüche des Jahres 1989 für Österreich beforscht wurden.
Auf eine Tätigkeit als Lehrkraft an Wiener Berufsbildenden Höheren Schulen (2012–2015) folgte eine Anstellung am Institut für Zeitgeschichte und am Institut für Fachdidaktik der Universität Innsbruck, wo sie seit 2015 den Bereich „Geschichte, Sozialkunde, Politische Bildung“ leitet. Dort habilitierte Brait 2021 mit einer Arbeit zum Thema „Museumsbesuche im Geschichtsunterricht“ und erhielt die venia legendi für Zeitgeschichte und Geschichtsdidaktik. Sie ist damit die erste österreichische Frau, die im Bereich Geschichtsdidaktik habilitierte. Zu ihren Forschungsschwerpunkten zählen außerschulische Lernorte (v. a. Museen), digitale Geschichtskultur und die österreichische Auslandskulturpolitik. Brait bringt ihre Expertisen in die Lehre an verschiedenen Institutionen (u. a. Lehrerfortbildung an der Pädagogischen Hochschule Wien; Lehraufträge an der Universität Wien; Vertretung der Professur für Geschichtsdidaktik am Institut für Geschichte der Stiftung Universität Hildesheim 2021/22) und in wissenschaftliche Beiräte (wie jenem des Heeresgeschichtlichen Museums) ein. Sie ist überdies als Schulbuchautorin tätig.

## Schriften (Auswahl)
- (hrsg. mit Claus Oberhauser und Irmgard Plattner) Vergangenheit – Gegenwart – Zukunft. Standortbestimmung der Geschichtsdidaktik in Österreich (= Reihe der Gesellschaft für Geschichtsdidaktik Österreich. Band 2). Wochenschau, Frankfurt am Main 2022, ISBN 978-3-7344-1547-0.
- (hrsg. mit Tobias Hirschmüller) Die Kriege des langen 19. Jahrhunderts in Geschichtsschulbüchern. iup, Innsbruck 2022, ISBN 978-3-99106-063-5.
- (hrsg. mit Stefan Ehrenpreis und Stella Lange) Europakonzeptionen (= Europawissenschaftliche Reihe. Band 8). iup, Innsbruck bzw. Nomos Verlag, Baden-Baden 2020, ISBN 978-3-99106-017-8.
- (hrsg. mit Michael Gehler und Philipp Strobl) Geschichte schreiben – Geschichte vermitteln. Inner- und interdisziplinäre Perspektiven auf die Europaforschung, Hildesheimer Europagespräche V, 2 Bände (= Historische Europa-Studien – Geschichte in Erfahrung, Gegenwart und Zukunft. Band 21). Olms, Hildesheim/Zürich/New York 2020, ISBN 978-3-487-15940-9.
- (hrsg. mit Michael Gehler) Am Ort des Geschehens in Zeiten des Umbruchs. Lebensgeschichtliche Erinnerungen aus Politik und Ballhausplatzdiplomatie vor und nach 1989 (= Historische Europa-Studien – Geschichte in Erfahrung, Gegenwart und Zukunft. Band 17). Olms, Hildesheim/Zürich/New York 2018, ISBN 978-3-487-15622-4.
- (hrsg. mit Anja Früh) Museen als Orte geschichtspolitischer Verhandlungen. Ethnografische und historische Museen im Wandel. Lieux des négociations politiques de l’histoire. L'évolution des musées d’ethnographie et d’histoire (= Itinera. Band 43). Schwabe, Basel 2017, ISBN 978-3-7965-3647-2.
- Gedächtnisort Historisches Nationalmuseum. Eine Analyse unter besonderer Berücksichtigung der Debatten um Museumsneugründungen in Deutschland und Österreich. Wien 2011 (ungedruckte Dissertation der Universität Wien).
- Das Bundeskanzleramt in Wien. Ein österreichischer Gedächtnisort. Kovač, Hamburg 2010, ISBN 978-3-8300-4855-8.